# Sân bay Ardabil
Sân bay Ardabil (IATA: ADU, ICAO: OITL) là một sân bay ở Ardabil, Iran. 
Sân bay này có 1 đường cất hạ cánh dài 3299 m bề mặt bê tông/nhựa đường.

## Các hãng hàng không và các tuyến điểm
Hiện có các hãng hàng không sau đang hoạt động tại sân bay Ahvaz:
- Iran Air (Tehran-Mehrabad)[3]
- Iran Aseman Airlines (Tehran-Mehrabad)